# Dangin Puri Kauh
Dangin Puri Kauh is een bestuurslaag in het regentschap Denpasar van de provincie Bali, Indonesië. Dangin Puri Kauh telt 3661 inwoners (volkstelling 2010).